# Yellowcard

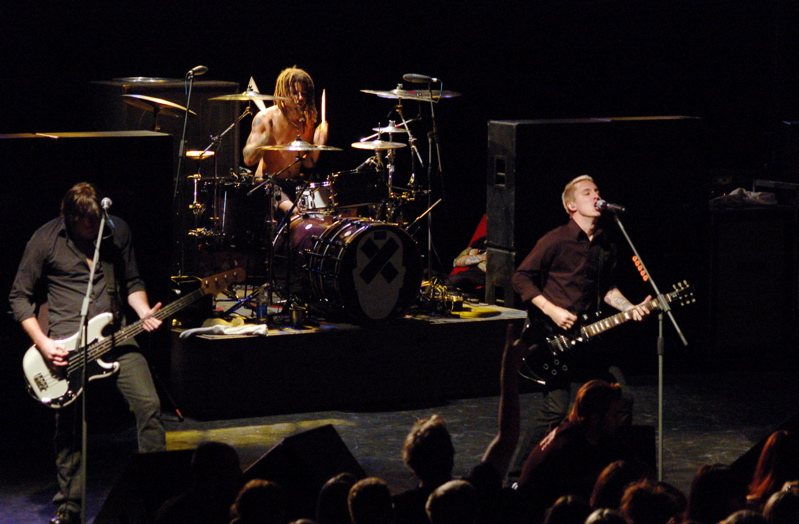
Yellowcard tijdens een liveconcert in 2006

Yellowcard was een rockband uit Jacksonville die actief was van 1997 tot 2017. De band speelde poppunk of alternatieve rock, maar het bandgeluid wordt gekarakteriseerd door het gebruik van een viool. De band had hits met de nummers Way Away, Ocean Avenue, Lights and Sounds, Rough Landing, Holly en Light Up The Sky.

## Geschiedenis
Yellowcard werd in 1997 opgericht op de Douglas Anderson School of the Arts. De band bestond toen uit zes leden: Ben Dobson (zang), Todd Clarry (zang en gitaar), Ben Harper (gitaar), Sean Mackin (viool, achtergrondzang), Warren Cooke (basgitaar) en Longineu W. Parsons III (drums). Yellowcard kreeg haar naam doordat de leden, als een van hen op een feestje iets stoms deed (bijvoorbeeld een glas laten vallen), diegene een gele kaart gaven, zoals in voetbal. Aan het begin van hun carrière was het onduidelijk hoe de naam geschreven werd – als Yellowcard of als Yellow Card. De band maakte toen bekend dat het Yellowcard was.
De doorbraak van Yellowcard kwam toen de single Ocean Avenue van het gelijknamige poppunkalbum uitkwam. Daarna kwam in 2006 het alternatieve-rockalbum Lights and Sounds uit. In Nederland werd dit album, in tegenstelling tot Ocean Avenue door het tijdschrift OOR positief gerecenseerd. De plaat Paper Walls, die in 2007 verscheen, was een mix van poppunk en alternatieve rock; een donkere, ruige plaat met een emotionele tint.
In 2010 maakte de band bekend terug te zijn en te werken aan een nieuw album, dat When You're Through Thinking, Say Yes zou gaan heten.
Yellowcard maakte op 13 maart 2014 bekend dat drummer Longineu Parsons de band had verlaten om andere muzikale doelen na te jagen. Het laatste optreden van de groep vond plaats op 25 maart 2017.

## Bezetting
- Ryan Key (zang en gitaar)
- Sean Mackin (viool)
- Ryan Mendez (gitaar)
- Josh Portman (bas)
- Ben Harper (gitaar)

Voormalig:

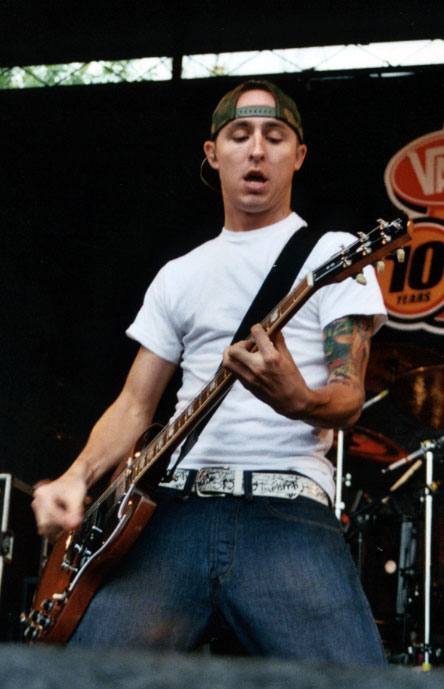
Ryan Key

- Longineu Parsons (drummer, 1997 tot maart 2014)

## Albums
- Midget Tossing (1997, lp)
- One for the Kids (2001, lp)
- The Underdog (2002, ep)
- Ocean Avenue (2003, lp)
- Lights and Sounds (2006, lp)
- Paper Walls (2007, lp)
- When You're Through Thinking, Say Yes (22 maart 2011, lp)
- Southern Air (14 augustus 2012, lp)
- Lift a Sail (7 oktober 2014, lp)
- Yellowcard (30 september 2016, lp)